# René Jeannel

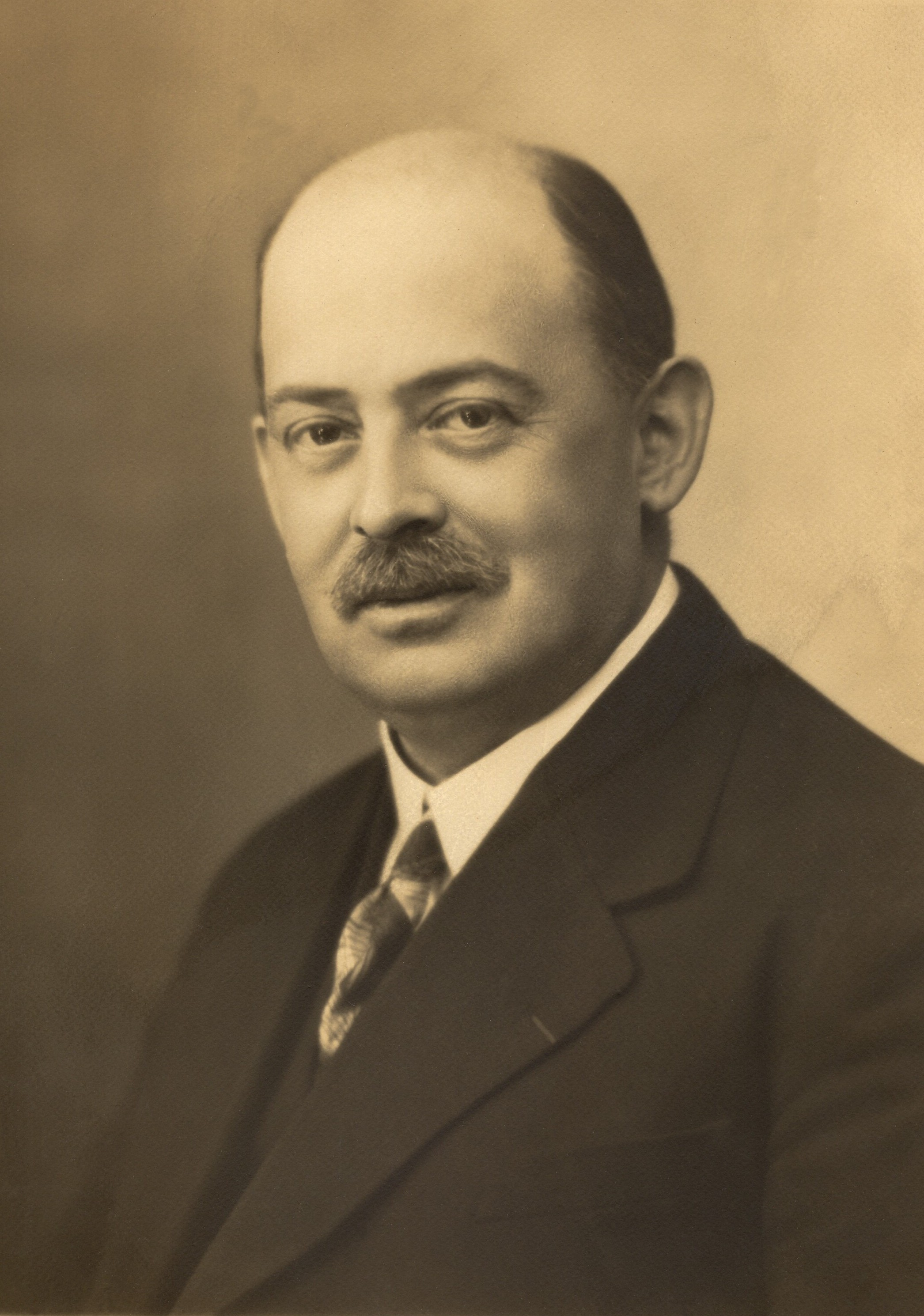
Porträt von René Jeannel (1932)

René Gabriel Marie Jeannel (* 22. März 1879 in Paris; † 20. Februar 1965 ebenda) war ein französischer Naturforscher, Zoologe, Entomologe, Botaniker, Geologe, Paläontologe, Prähistoriker, Höhlenforscher und Biogeograph.

## Leben
Jeannel war der Sohn von Maurice Jeannel, einem Professor für Chirurgie in Toulouse, Enkel des Chemikers Julien-François Jeannel und ein Vorfahre mütterlicherseits des Radiologen Jean-Marie Galmiche. Als er 15 Jahre alt war, starb seine Mutter. Auf väterlichen Rat hin studierte er Medizin und absolvierte ab 1903 seine Facharztausbildung, die er 1907 mit einer Dissertation in Chirurgie abschloss. Während seines Studiums kam Jeannel durch den Einfluss von Alfred Giard von der Société entomologique de France zur Insektenkunde. 1908 erwarb er seinen Bachelor of Science in Naturwissenschaften und begann dann an der Sorbonne unter der Leitung von Georges Pruvot mit der Vorbereitung seiner Doktorarbeit mit dem Titel Révision des Bathysciinae. Dort lernte Jeannel Émile Racovitza kennen, mit dem er von 1908 bis 1912 im Arago-Labor in Banyuls-sur-Mer zusammenarbeitete. Ebenfalls im Jahr 1908 heiratete er Delphine Peyrebesse, mit der er drei Kinder hatte.
1911 wurde er zum Doktor der Naturwissenschaften promoviert. Anschließend unternahm er mit Charles Alluaud eine achtmonatige wissenschaftliche Expedition nach Ostafrika und Madagaskar. Dank des Einflusses von Eugène Louis Bouvier erhielt er ein Stipendium des Institut Pasteur, das es ihm ermöglichte, von 1912 bis 1914 am Muséum national d’histoire naturelle zu forschen. Jeannel wurde dann während des Ersten Weltkriegs im Dienstrang eines Hauptmanns als Sanitätsoffizier mobilisiert und für sein mutiges Verhalten zum Major befördert. Als er 1919 zum Dozenten für Zoologie an der wissenschaftlichen Fakultät von Toulouse ernannt wurde, reiste er im folgenden Jahr nach Rumänien, wo er von 1920 bis 1931 an die Babeș-Bolyai-Universität Cluj berufen wurde. Dort hatte Jeannel die Posten des Professors für allgemeine Biologie und des stellvertretenden Direktors des von Racovitza gegründeten Internationalen Instituts für Höhlenforschung inne. Gemeinsam mit dem Schweizer Zoologen Pierre-Alfred Chappuis besuchte er die Karstregionen und unternahm mit verschiedenen Wissenschaftlern aus aller Welt, darunter Henri Breuil, Exkursionen.
1927 wurde ihm die Leitung des Vivariums im Jardin des Plantes in Paris übertragen. 1928 bereiste er Nordamerika und 1929 mit Charles Alluaud die Algerische Sahara. 1931 wurde er ordentlicher Professor am Lehrstuhl für Entomologie des Muséum national d’histoire naturelle. Jeannel nahm 1932 an der Omo-Expedition von Camille Arambourg teil und 1938 an einer Forschungsreise auf dem Kolonialkreuzer Bougainville, die ihn zu den Kerguelen, Saint-Paul und Amsterdam und den Crozetinseln führte. 1939 besuchte er Madagaskar. Im selben Jahr ließ Jeannel den Titel seines Lehrstuhls in Allgemeine und Angewandte Entomologie ändern. Während des Zweiten Weltkriegs brachte er die entomologischen Sammlungen seiner Abteilung in Kellern unter. 1941 wurde er zum Direktor des Office de la recherche scientifique coloniale (Amt für koloniale wissenschaftliche Forschung) ernannt. Von Januar bis September 1950 war er Direktor des Muséum national d’histoire naturelle. Nach Ablauf seiner Amtszeit ging er in den Ruhestand, besuchte aber fast bis zu seinem Tod weiterhin das Entomologielabor in der Rue Buffon. Er starb in einer Klinik an den Folgen eines chirurgischen Eingriffs.
1946 wurde er als assoziiertes Mitglied in die Académie royale des Sciences, des Lettres et des Beaux-Arts de Belgique in Brüssel gewählt.
Jeannel schuf ein umfangreiches entomologisches Werk. In der Systematik legte er großen Wert auf die genaue Analyse der Merkmale, die zur Identifizierung der Arten dienen. Darüber hinaus war er ein großer Spezialist für höhlenbewohnende Insekten, die er als „lebende Fossilien“ bezeichnete. Gemeinsam mit Racovitza besuchte er in Europa, Nordamerika und Afrika mehr als tausend Höhlen, aus denen mithilfe einer von ihnen erfundenen speziellen Ausrüstung Proben gesammelt wurden. Schließlich führte Jeannel über die Entomologie hinaus auch zoogeographische Studien durch. Seine Bibliographie umfasst mehr als 500 Publikationen, darunter folgenden Werke Faune cavernicole de la France, avec une étude des conditions d’existence dans le domaine souterrain (1926), Coléoptères carabiques (1941–1949), La Genèse des faunes terrestres: éléments de biogéographie (1942) und Biogéographie des terres australes de l’océan Indien (1965).